# Gare des Quatre-Routes
Ne doit pas être confondu avec Gare des Quatre-Roues.
La gare des Quatre-Routes est une gare ferroviaire française, de la ligne de Brive-la-Gaillarde à Toulouse-Matabiau via Capdenac, située à proximité du bourg de la commune des Quatre-Routes-du-Lot, dans le département du Lot, en région Occitanie.
Elle est mise en service en 1862 par la Compagnie du chemin de fer de Paris à Orléans (PO).
C'est une halte voyageurs de la Société nationale des chemins de fer français (SNCF) du réseau TER Occitanie, desservie par des trains express régionaux.

## Situation ferroviaire
Établie à 129 mètres d'altitude, la gare des Quatre-Routes est située au point kilométrique (PK) 168,909 de la ligne de Brive-la-Gaillarde à Toulouse-Matabiau via Capdenac, entre les gares de Turenne et de Saint-Denis-près-Martel.

## Histoire
La station des Quatre-Routes est mise en service le 10 novembre 1862 par la Compagnie du chemin de fer de Paris à Orléans (PO), lorsqu'elle ouvre à l'exploitation la section de Brive à Capdenac.
En 1896, la Compagnie du PO indique que la recette de la gare pour l'année entière est de 134 184 francs.
La halle marchandises est désaffectée et transformée en un centre commercial à la fin des années 1980. Le bâtiment voyageur est fermé le 1er octobre 1998 après de multiples manifestations.
En 2014, c'est une gare voyageurs d'intérêt local (catégorie C : moins de 100 000 voyageurs par an de 2010 à 2011), qui dispose d'un quai (voie unique) et un abri.

## Service des voyageurs

### Accueil
Halte SNCF, c'est un point d'arrêt non géré (PANG) à accès libre.

### Desserte

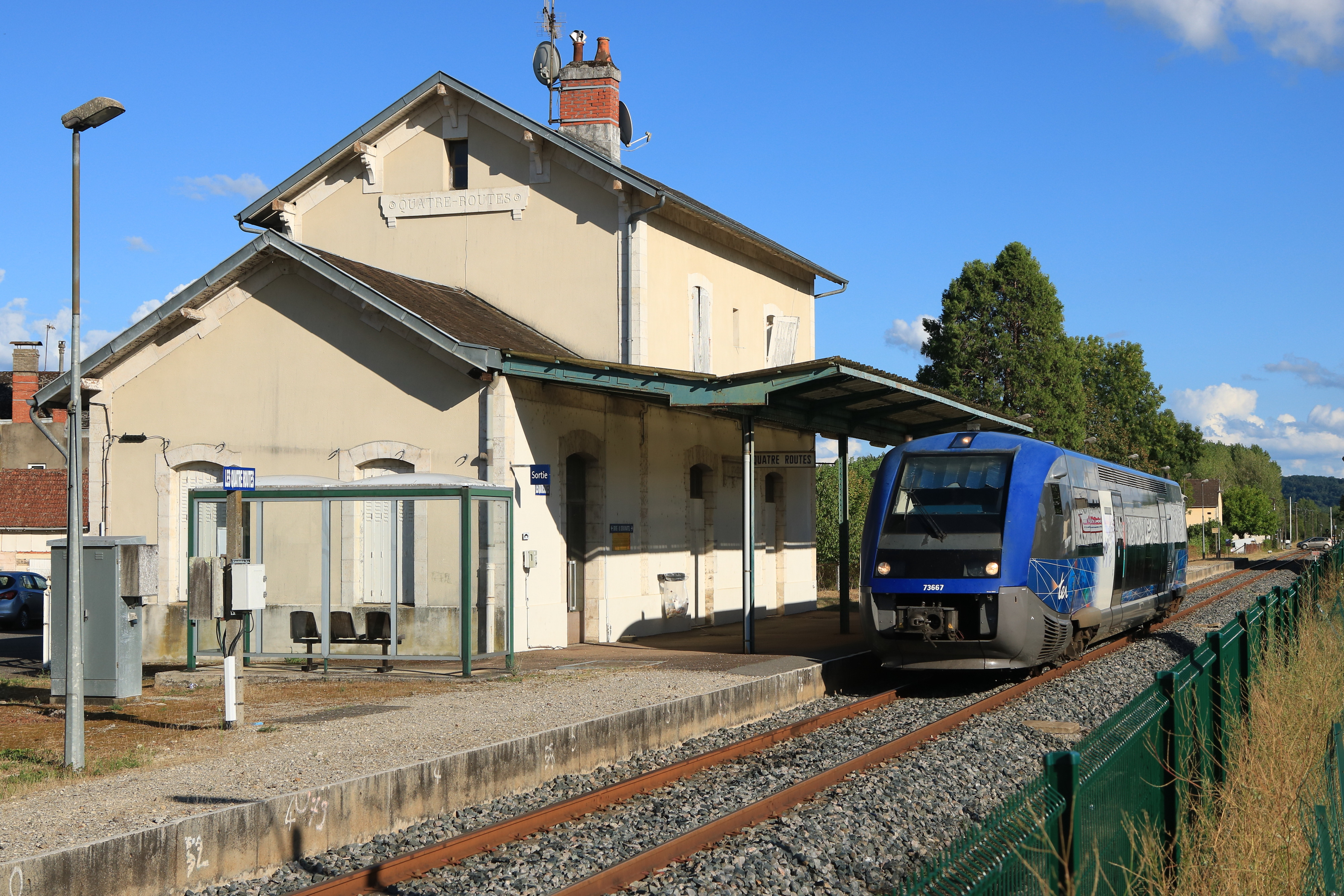
Un TER Aurillac - Brive passe sans arrêt.

Les Quatre-Routes est desservie par des trains TER Occitanie circulant entre Brive-la-Gaillarde et Rodez et par des trains TER Auvergne-Rhône-Alpes circulant entre Brive-la-Gaillarde et Aurillac.

### Intermodalité
Un parking pour les véhicules est aménagé. 

## Patrimoine ferroviaire
L'ancien bâtiment voyageurs situé à côté de l'entrée de la halte.